# Яссин, Аршад
Аршад Яссин (1949 — 12 января 2022) — иракский военнослужащий. Двоюродный брат и зять (муж сестры) иракского президента Саддама Хусейна.
Генерал-лейтенант ВВС Аршад Яссин женат на своей двоюродной сестре Самире Хусейн, которая приходится родной сестрой иракскому президенту Саддаму Хусейну. В начале 90-х годов он был личным пилотом, начальником личной охраны и телохранителем Хусейна. Прославился контрабандой антикварных вещей, предметов старины и археологических экспонатов.
Американские войска арестовали его и майора Радмана Али Аль-Хураимуси 21 ноября 2003 года. Операция по задержанию проводилась по наводке, так как американские войска направились прямо в дом, где укрывались двое задержанных. По словам иракской полиции в момент задержания они были переодеты в крестьян.
Умер 12 января 2022 года.